# Deborah Cox
Deborah Cox (Toronto, 13 de julho de 1974) é uma cantora, compositora, produtora, e atriz canadense.

## Biografia
Sua música Nobody's Supposed to Be Here, de 1998, foi recorde em duração como "single N. 1" da Hot R&B/Hip-Hop Songs chart, da Billboard (14 semanas), um recorde que durou por quase oito anos, até que a música Be Without You, de Mary J. Blige, ocupou por 15 semanas o primeiro lugar em 2006. Até hoje, Deborah Cox já conseguiu ter nove hits N. 1 nas paradas da Hot Dance Club Play Chart, da Billboard.

## Discografia
Álbuns de estúdio
- 1995: Debora Cox
- 1998: One Wish
- 2002: The Morning After
- 2007: Destination Moon
- 2008: The Promise